# Sosna zwyczajna
Sosna zwyczajna, s. pospolita (Pinus sylvestris L.) – gatunek wiecznie zielonego drzewa z rodziny sosnowatych (Pinaceae). Występuje powszechnie na terenach Europy Północnej i Środkowej (również górskich) oraz Syberii Wschodniej.

## Rozmieszczenie geograficzne
Zasięg sosny zwyczajnej rozciąga się od Wielkiej Brytanii i Portugalii na zachodzie po Serbię, Kaukaz aż do Morza Ochockiego na wschodzie, na północy sięgając krańców Półwyspu Skandynawskiego. W południowej i zachodniej Europie zasięg ten jest poprzerywany, natomiast w środkowej i wschodniej zwarty. Na północnych obszarach zasięgu jest drzewem niżowym, na południowych występuje w położeniach górskich.
W Wielkiej Brytanii sosna zwyczajna występuje naturalnie tylko na terenie Szkocji, chociaż z historycznych zapisów wynika, że rosła także w lasach Irlandii, Walii i Anglii. Została wytrzebiona ok. 300–400 lat temu, w wyniku nadmiernego wyrębu. Podobne fakty miały miejsce w Niemczech i Holandii, gdzie gatunek ten jest reintrodukowany.
Jako źródło drewna sosna zwyczajna uprawiana była także poza zasięgiem występowania – w Nowej Zelandii i w chłodnych rejonach Ameryki Północnej. Dzięki dużej tolerancji ekologicznej przedostała się z upraw leśnych do naturalnych ekosystemów. W części stanów USA (w regionie Wielkich Jezior i Nowej Anglii) naturalizowana, w innych uznana za gatunek inwazyjny, zagrażający rodzimym gatunkom (m.in. w Ontario i Wisconsin).

## Morfologia

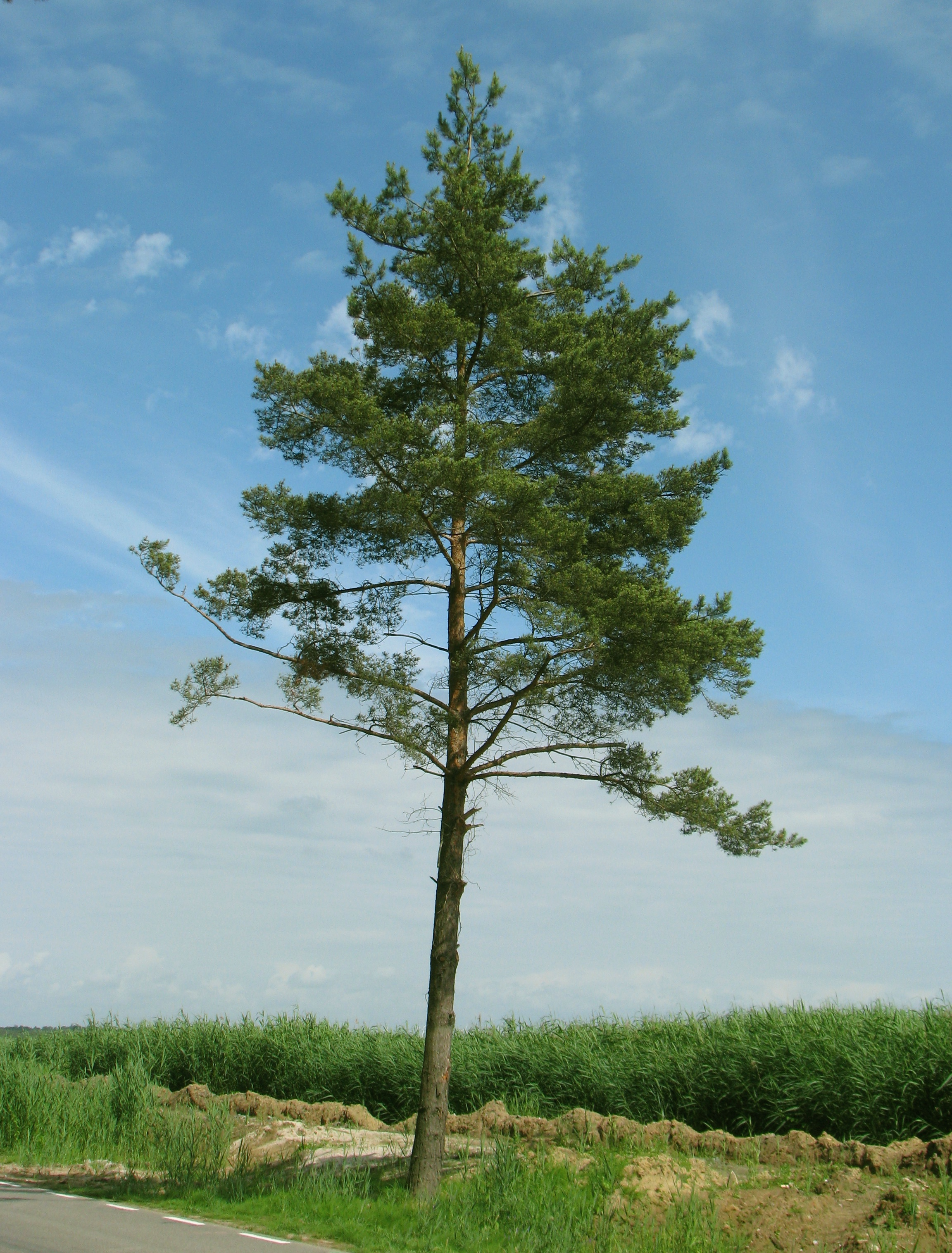
Pokrój (Łazy, Polska)

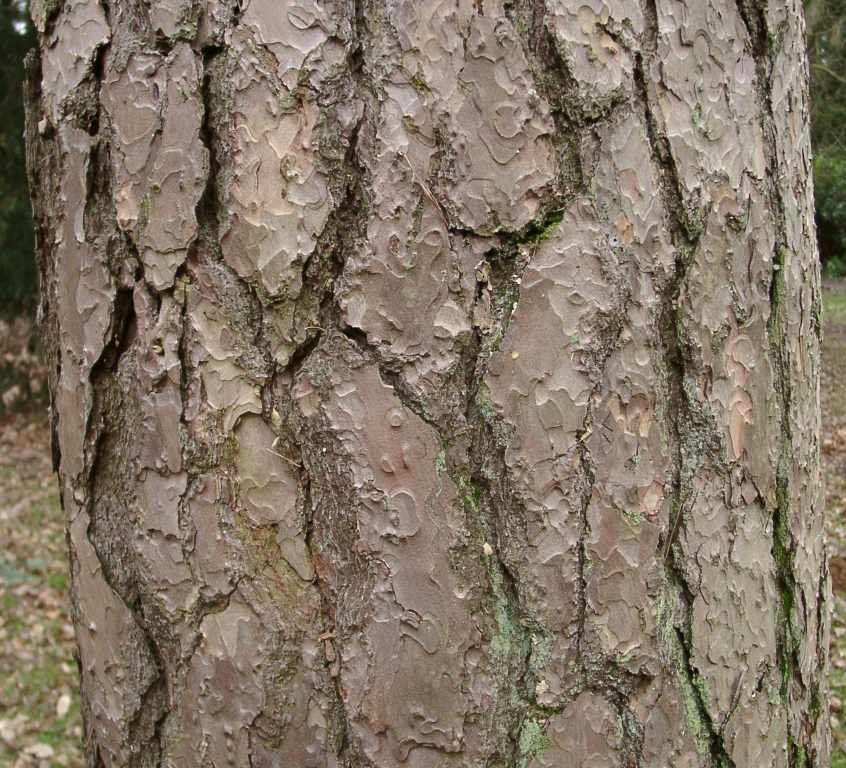
Kora

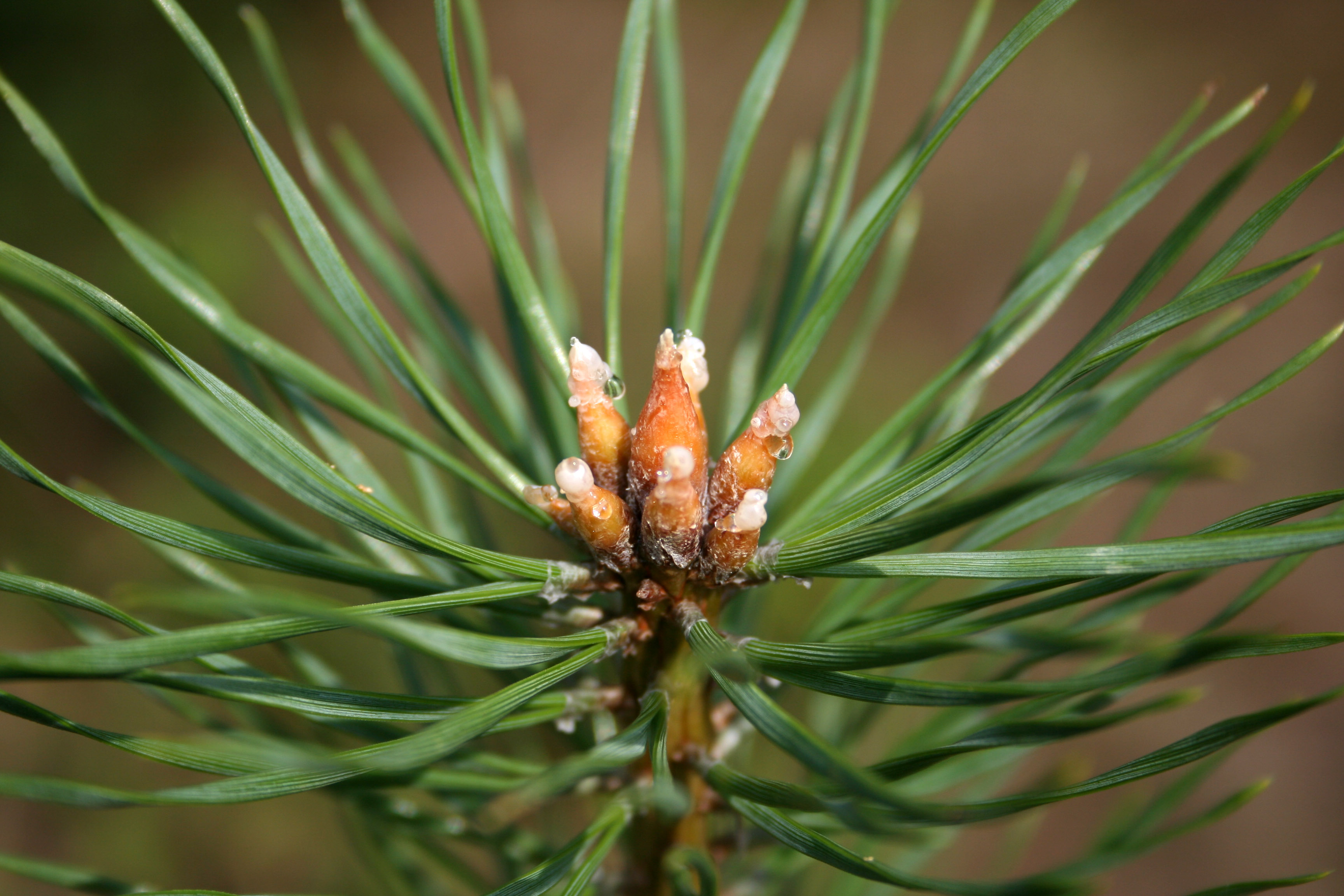
Pęd z pąkami

PokrójDrzewo iglaste, zimozielone, korona luźna, z konarami rosnącymi w pozornych okółkach (będących w rzeczywistości ciasnymi spiralami), początkowo stożkowata, z wiekiem staje się rozłożysta lub parasolowata, w zależności od warunków bytowania. Rosnące samotnie sosny mają rozłożyste, dosyć gęste korony. Rosnąc w zwarciu w skupiskach leśnych drzewa tracą dolne gałęzie i wykształcają prosty pień o wysokiej koronie. Sosny występujące na terenach nizinnych mają grubsze konary i korony lekko zaokrąglone, natomiast występujące na obszarach wyżynnych mają konary cieńsze i pokrój bardziej stożkowaty.
PieńPrzeciętnie osiąga wysokość 30 m, wyjątkowo rośnie do 40 m (najwyższe okazy w Puszczy Białowieskiej osiągają wysokość ponad 45 m). Średnica pnia 0,5–1,2 m. Kora u podstawy pnia starych drzew jest szarobrązowa i gruba (ok. 10 cm), głęboko bruzdowana, w górnej części ma zabarwienie czerwonocynamonowe i łuszczy się cienkimi płatami.
LiścieIgły szarozielone do niebieskozielonych, osadzone parami na krótkopędach, o długości 3–7 cm, grubości 1–2 mm. Sztywne i twarde, zaostrzone, drobno piłkowane, skręcone dookoła swojej osi. U młodych drzew na szczytach pędów igły mogą występować po 3 lub 4 na krótkopędzie. Pozostają na drzewie od 3 do 6 lat.
KwiatyKwiaty męskie są jajowate o żółtym zabarwieniu, długości 5–8 mm, gęsto skupione u podstawy młodych pędów. Pojedynczy kwiat stanowią liczne pręciki osadzone na osi, każdy z dwoma pylnikami z wyrostkiem łącznikowym. Po przekwitnięciu kwiaty odpadają pozostawiając fragment pędu bez igieł. Kwiaty żeńskie, w postaci zielonkawych lub czerwonawych łusek zebranych w stojące, szyszeczkowate kwiatostany, wyrastają na końcach młodych pędów. Łuski okrywowe są przyrośnięte do grzbietów znacznie większych łusek nasiennych.
SzyszkiOsadzone na krótkich szypułkach, zamknięte są małe i zielone, niekiedy zakrzywione, wąskojajowate, z czasem otwierają się i przybierają kształt szerokojajowaty, brązowieją. Osiągają od 3 do 7 cm długości. Osadzone pojedynczo lub po 2–3 obok siebie. Tarczki łusek (apofyza) romboidalne, różnorodnie wykształcone – od płaskich po stożkowate z niewielkim wyrostkiem (piramidką). Zróżnicowany kształt wyrostka na tarczce, pozwala na wyodrębnienie czterech form szyszek: plana – o słabo wykształconym wyrostku (tarczka prawie gładka), gibba – z wyrostkiem prostym, hamata – z wyrostkiem zagiętym w kierunku nasady szyszki, reflexa – z wyrostkiem skierowanym ku wierzchołkowi szyszki. Nasiona czarne, długości 4–5 mm, ze skrzydełkiem długim na 12–20 mm, kleszczowato obejmującym nasienie.
KorzeńKorzeń palowy na piaszczystych glebach osiąga głębokość 1,5–3 m. Większość korzeni rośnie poziomo, około 20 cm pod powierzchnią ziemi.
Gatunki podobneSosna górska.

## Biologia

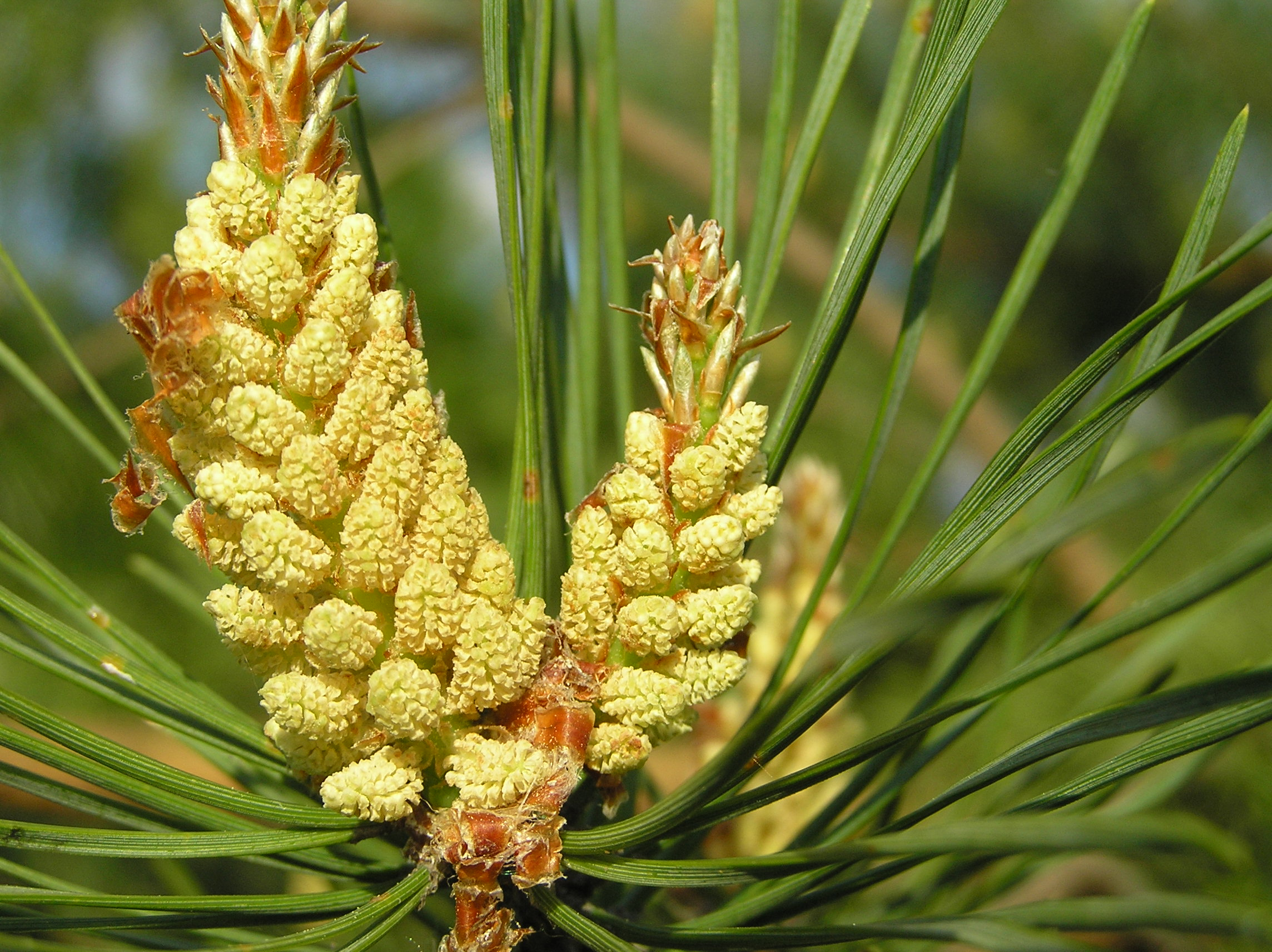
Kwiaty męskie z pyłkiem

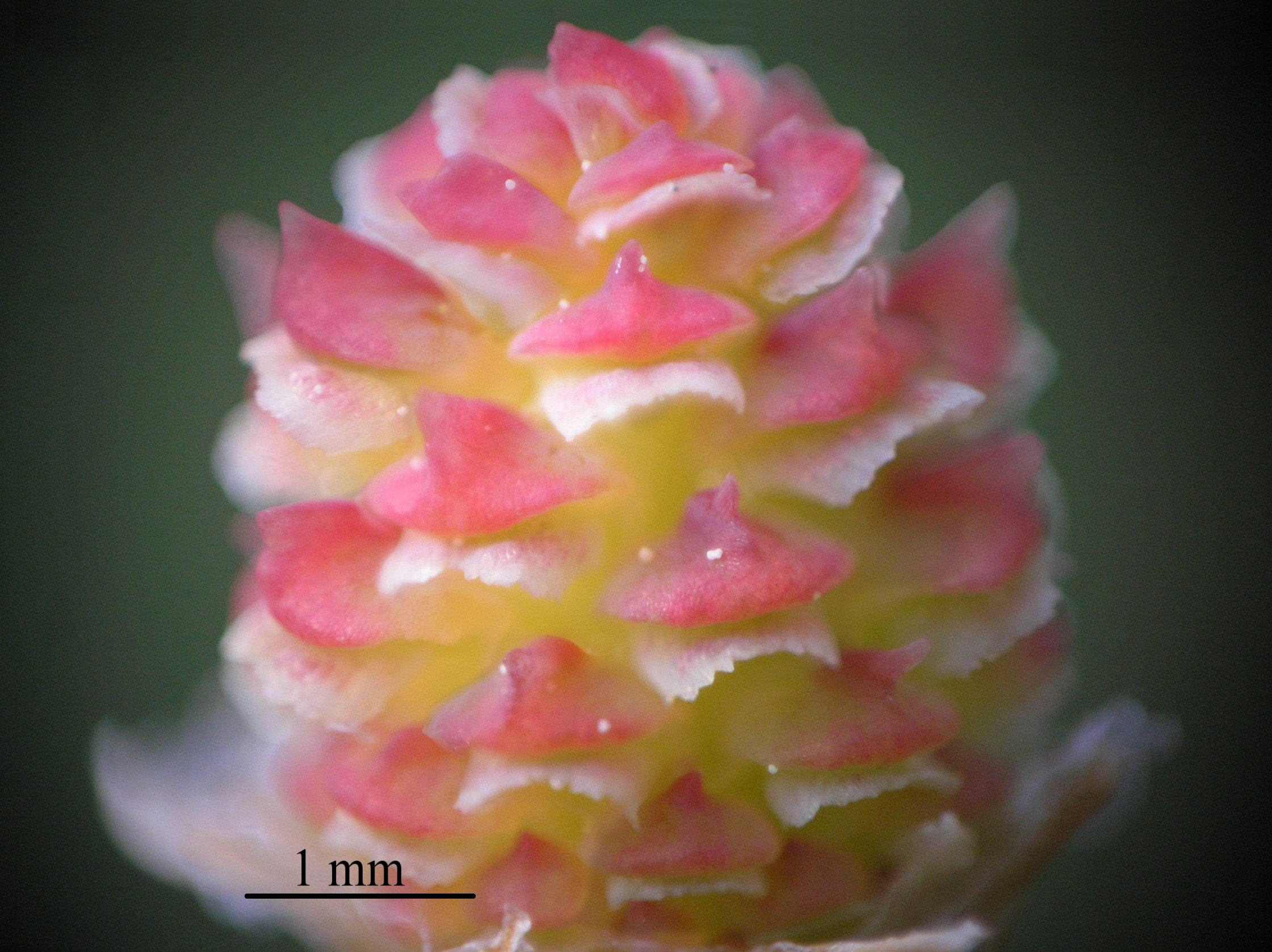
Kwiaty żeńskie

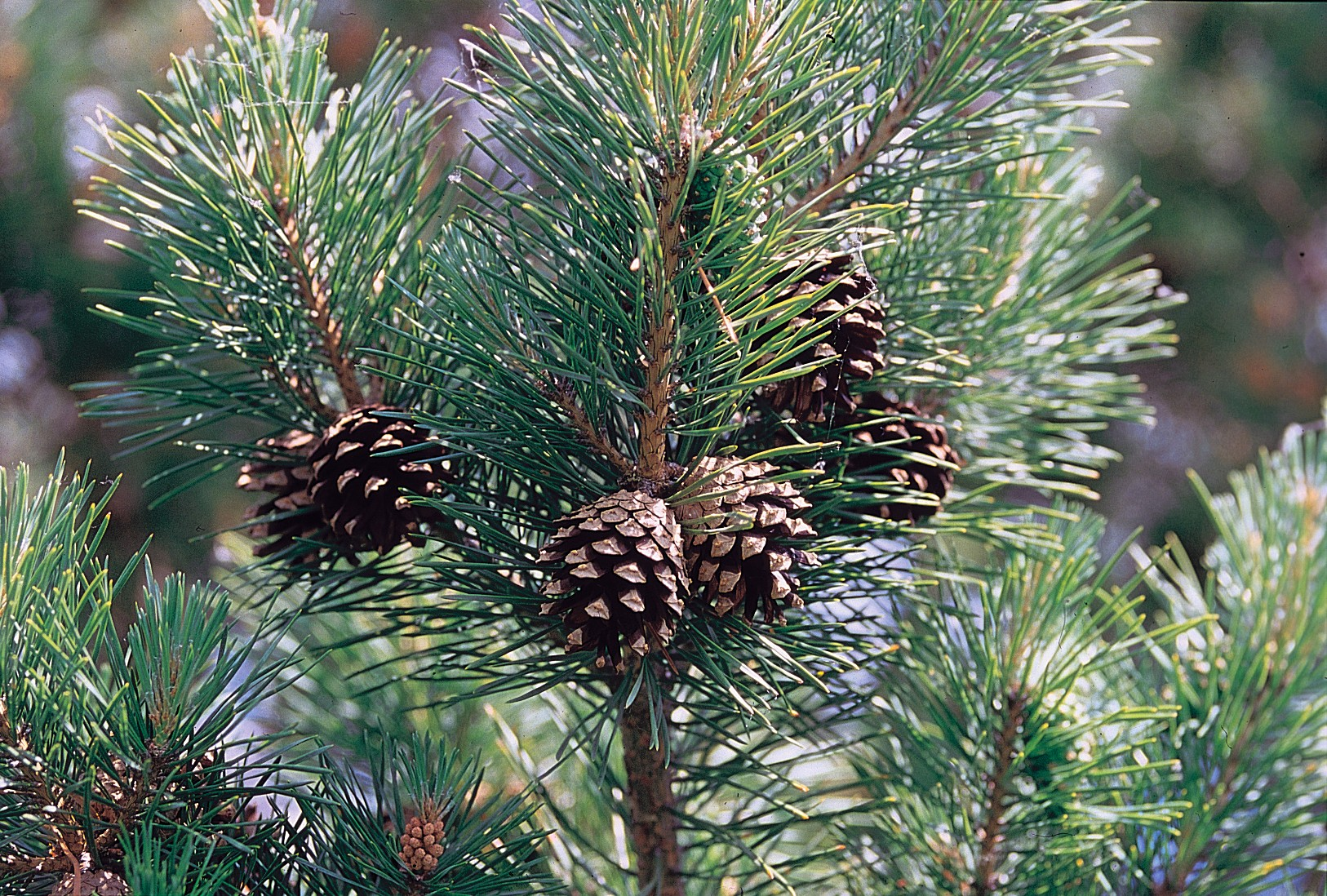
Szyszki

W liściach (igłach) znajduje się od 3 do 13 przewodów żywicznych, położonych pod skórką. Przewody żywiczne otoczone są grubościenną sklerenchymą. Skórka złożona jest z małych, grubościennych komórek.
Sosna zwyczajna jest gatunkiem jednopiennym, jednak często na poszczególnych pędach, gałęziach i nawet całych drzewach kwiaty są tej samej płci. Kwiaty pojawiają się od połowy maja do połowy czerwca. Kwiaty męskie wyrastają w miejsce igieł, najczęściej w dolnych partiach korony drzewa. Kwiaty żeńskie zlokalizowane są najczęściej w górnej części korony, ale mogą wyrosnąć na każdym odpowiednio nasłonecznionym pędzie.
Sosna jest wiatropylna. Pylenie następuje wczesnym latem. Pyłek unosi się na wietrze dzięki pęcherzykom powietrza – każde ziarno pyłku ma 2 pęcherzyki. Drzewa produkują duże ilości pyłku: kwiat wytwarza ok. 157 tys., kwiatostan ok. 5,8 mln ziaren pyłku. Wiosną, po około roku od zapylenia, dochodzi do zapłodnienia. Nasiona dojrzewają jesienią tego samego roku, wypadają z szyszek następnej wiosny.
Nasiona zachowują zdolność kiełkowania przez 3 lata (75–95%). Kiełkują w ciągu 3–6 tygodni od wysiewu. Siewki mają różną liczbę liścieni, zazwyczaj ok. 5 (3–9). W pierwszym roku z pąka szczytowego wyrasta pęd z młodocianymi pojedynczymi igłami, a jesienią opadają liścienie. Dorosłe igły na krótkopędzie wyrastają w ciągu kolejnego roku.

## Ekologia
Tworzy lasy mieszane oraz czyste bory sosnowe zarówno tajgi jak i obszarów górskich Europy w strefie umiarkowanej chłodnej, o klimacie kontynentalnym. Na północy towarzyszą jej świerk pospolity, brzoza brodawkowata, jarząb pospolity oraz osika, na południu dodatkowo sosna czarna, kosodrzewina i limba. Na wschodnich krańcach zasięgu występuje razem z limbą syberyjską.
W Polsce jest najpospolitszą z krajowych sosen, tworzy zespoły borów sosnowych (Pinetum) (jako gatunek dominujący), występuje również często w borach mieszanych (Pino–Quercetum). W lasach gospodarczych często sadzi się lite drzewostany sosny pospolitej zwane też monokulturami sosnowymi. W lasach mieszanych zajmuje bardziej nasłonecznione i suchsze zbocza. Jej naturalny zasięg występowania nie obejmuje jedynie Bieszczadów.
Toleruje różne gleby: piaszczyste, gliniaste, także podłoże zawierające łupki i granit, występuje także na torfowiskach. Może rosnąć na glebach o pH od 4 do 7, ale preferuje 4,5–6 pH. Jest odporna na mrozy i dobrze znosi susze, ale jako gatunek światłożądny źle znosi zacienienie.
Na północnych krańcach zasięgu jest typowym gatunkiem niżowym, rośnie na wysokościach od poziomu morza do 1000 m n.p.m. Na południu jest drzewem górskim i rośnie na wysokościach 1200–2500 m n.p.m. W Tatrach rośnie pojedynczo lub w niewielkich grupach do wysokości 1580 m n.p.m.
Dwuletnie igły sosny zwyczajnej są jednym z najlepszych bioindykatorów roślinnych.

## Zmienność

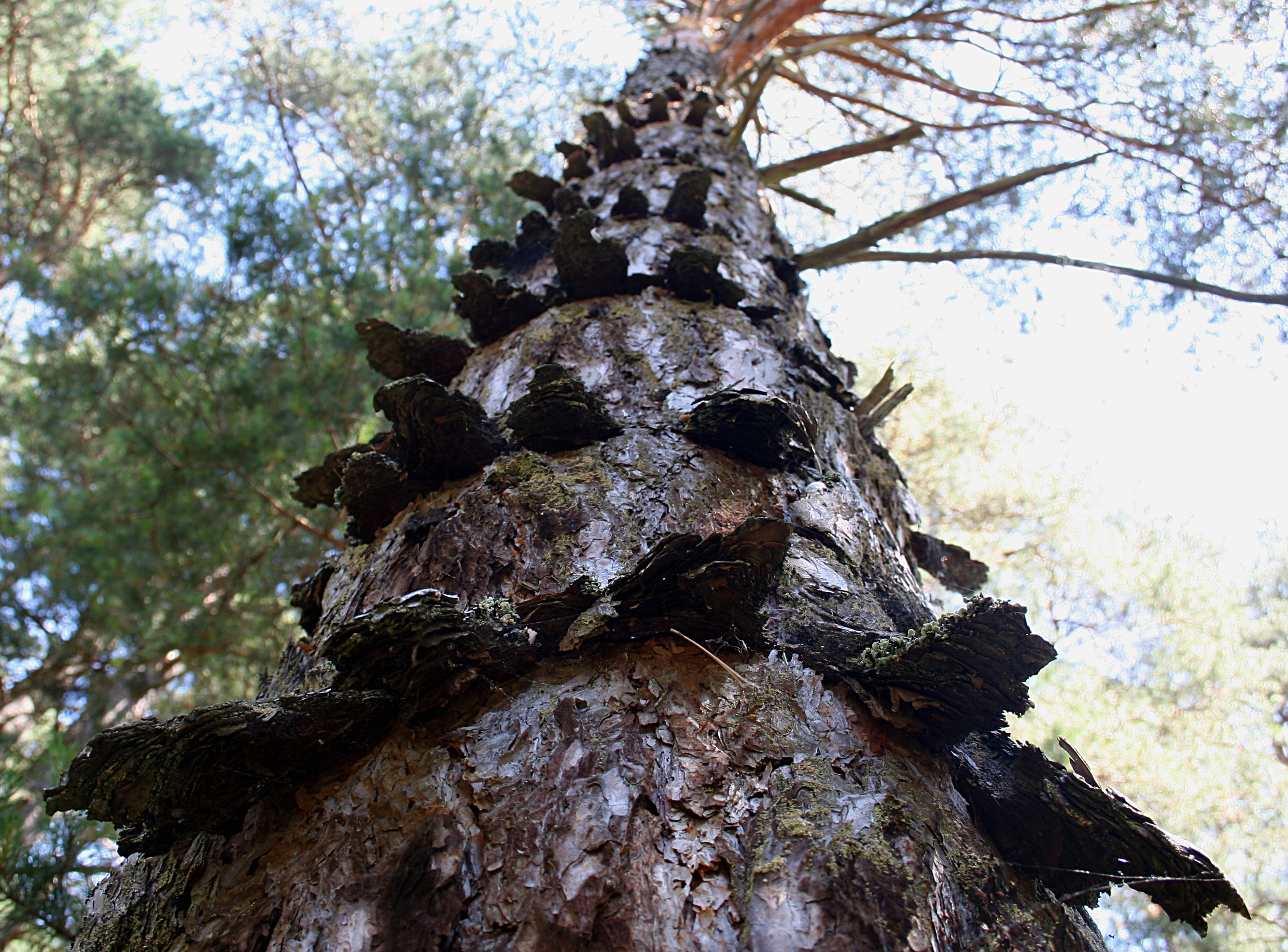
Forma kryzowa

Pomimo szerokiego zasięgu występowania sosna zwyczajna jest wyjątkowo jednolita morfologicznie. Obserwowane różnice są większe w obrębie populacji niż pomiędzy nimi. Kilkaset lat badań tego gatunku przyniosło opisanie ponad 140 podgatunków i odmian, najczęściej bez wystarczających przesłanek. Powszechnie zaakceptowano (w 1998 roku) trzy odmiany, chociaż różnice między nimi są nieznaczne:
- P. sylvestris var. sylvestris – występuje od Szkocji i Hiszpanii po centralną Syberię.
- P. sylvestris var. hamata C. Steven (= subsp. hamata (Steven) Fomin) – różni się składem chemicznym żywicy, występuje na Bałkanach, północnej Turcji i Kaukazie.
- P. sylvestris var. mongolica Litvinov (= subsp. kulundensis Sukaczev) – Mongolia, południowa Syberia i północno-wschodnie Chiny.

Wymienia się także kilka dodatkowych odmian, które potencjalnie mogą zostać zaakceptowane w przyszłości. Populacje hiszpańskie, czasem traktowane jako P. s. var. nevadensis H. Christ lub P. s. var. iberica Svoboda, są genetycznie odmienne i wymagają dalszych badań nad ustaleniem dokładnej systematyki.

### Ekotypy

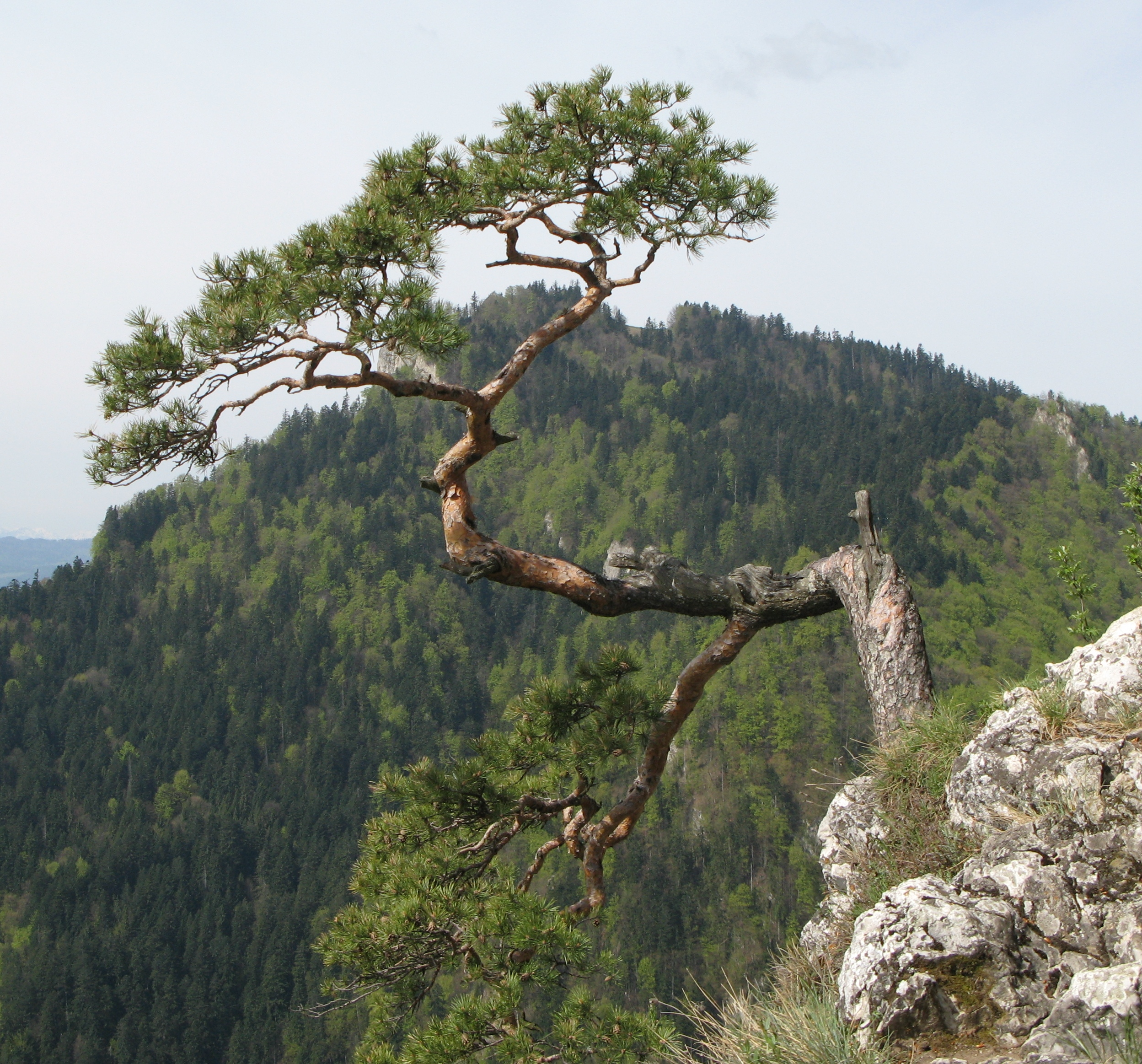
Sosna reliktowa na Sokolicy

Sosna zwyczajna dostosowując się do warunków środowiska wykształciła na terenie Polski szereg cennych ekotypów:
- sosna augustowska – występuje głównie w Puszczy Augustowskiej.
- sosna matczańska – Strzelecki Park Krajobrazowy, charakterystyczna dachówkowata kora.
- sosna mazurska (piska) – Pojezierze Mazurskie, Puszcza Piska. Drewno wysokiej jakości, duża żywotność drzew.
- sosna reliktowa – Popradzki Park Krajobrazowy, ekotyp wykształcony w klimacie górskim, główny cel ochrony rezerwatu "Pusta Wielka". Drzewa są dorodne, osiągają wysokość 30 m, średnica pnia dochodzi do 84 cm. Występuje tylko na południu Polski. Jedna z sosen reliktowych rośnie na Sokolicy.
- sosna rychtalska – Lasy Rychtalskie (pasmo Wzgórz Ostrzeszowskich, południowa część Krainy Wielkopolskiej i częściowo Kraina Śląska). W 1938 r. sosny te Międzynarodowa Unia Leśnych Organizacji Badawczych (IUFRO) poddała badaniom, w celu ustalenia ich pochodzenia. W nadleśnictwie Syców wydzielono mateczny obszar nasienny, nazwany obrębem Rychtal. Na tym obszarze nie prowadzi się wyrębu, jedynie zbiera nasiona. Drzewa o szczególnie dobrych parametrach (zdrowe, żywotne, okazałe, o znanym pochodzeniu) wpisuje się do specjalnego rejestru.
- sosna masztowa (supraska) – występuje w Puszczy Knyszyńskiej, populację stanowią najpiękniejsze i najbardziej okazałe egzemplarze sosny zwyczajnej w Polsce. W okolicy miejscowości Supraśl znajduje się drzewostan nasienny. Eksportowana do zachodniej Europy już w XVI wieku z przeznaczeniem na maszty okrętowe, stąd jej nazwa – sosna masztowa.

## Zagrożenia i ochrona

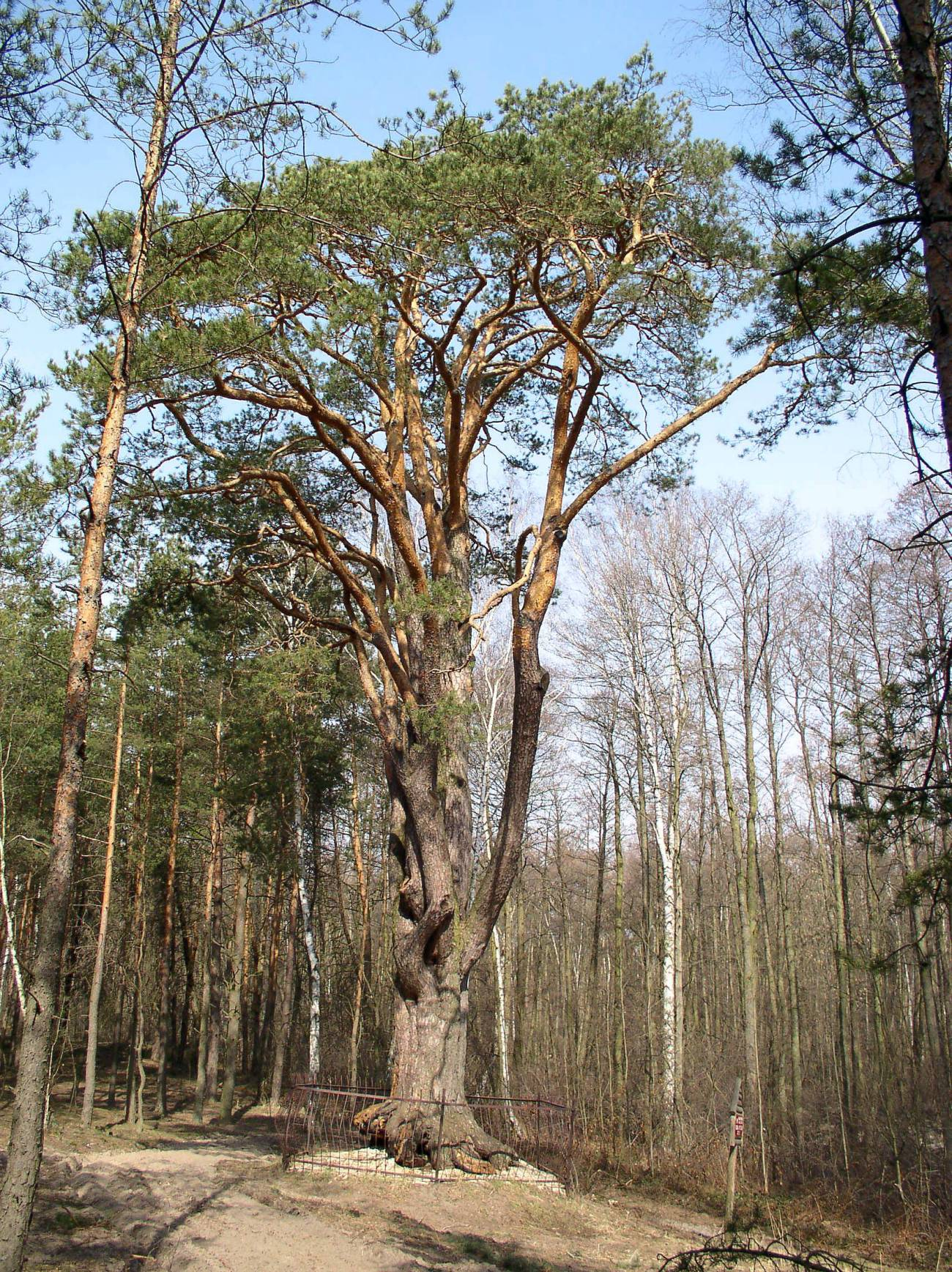
Sosna zwyczajna – pomnik przyrody

Sosna zwyczajna ma status ochrony LR/LC w Czerwonej księdze gatunków zagrożonych. Oznacza to, że należy do gatunków wymagających najmniej uwagi (LC), spośród gatunków w niskim stopniu narażonych na wymarcie (LR).
Poszczególne okazy drzew mogą być objęte ochroną jako pomniki przyrody. Przykłady pomnikowych sosen zwyczajnych:
- Koło Sulechowa rośnie uznawana[11] za najgrubszą w Polsce sosna Waligóra, która ma 625 cm obwodu (por. sosna Rzepicha).
- Opodal wsi Wełecz rośnie sosna zwyczajna będąca od 2002 r. pomnikiem przyrody. Wyróżnia się pokrojem ponieważ na skutek eksploatacji piasku "zawisła w powietrzu" i wygląda obecnie jak drzewo na szczudłach.
- Na trasie Mińsk Mazowiecki – Gliniak rośnie okaz sosny zwyczajnej uznany za pomnik przyrody. Obwód w pierśnicy 3,6 m, wysokość 22 m.
- W Kampinoskim Parku Narodowym, przy drodze Kampinos – Górki w Obszarze Ochrony Ścisłej Nart rośnie pomnikowa sosna o obwodzie 330 cm, wysokości 22 m[12].
- "Sosna Powstańców" w Górkach Kampinoskich, od 1984 r. jest wywrócona i sucha[12].

## Zastosowanie

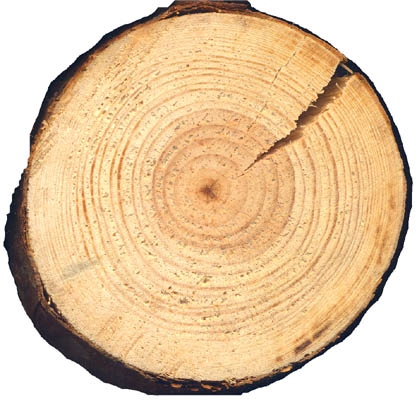
Przekrój poprzeczny przez 25–35-letnią gałąź sosny zwyczajnej

Drewno sosny zwyczajnej

### Surowiec drzewny
Drewno sosny zwyczajnej stanowi jeden z najważniejszych materiałów budulcowych i wykorzystywane jest powszechnie w meblarstwie oraz stolarstwie. Służy także do pozyskiwania celulozy i jako opał. Niegdyś przeznaczane było na surowiec kopalniakowy i słupy teleenergetyczne.
Właściwości drewna sosny zwyczajnej są zbliżone do innych gatunków sosen. Najlepsze właściwości ma surowiec pozyskiwany z drzew w wieku 80–120 lat. Drewno tej sosny jest łatwe w obróbce, żywiczne i niezbyt ciężkie.
- właściwości fizyczne: barwa – od jasnobrązowej do czerwono-brązowej, gęstość – w stanie suchym – ok. 470 kg/m³ (zależnie od warunków wzrostu), porowatość – 60%.
- właściwości mechaniczne: dobra wytrzymałość mechaniczna, sprężyste, miękkie (twardość 28–30 MPa, przy 15% wilgotności).

### Roślina lecznicza
Jako roślina lecznicza sosna zwyczajna wykorzystywana była od dawna. Doceniano dobroczynny wpływ tych drzew na organizm, zalecając spacery po nagrzanych słońcem, pachnących żywicą lasach sosnowych.
- Surowiec zielarski: młode pędy sosny (Gemmae Pini), igliwie, żywica, drewno. Z pędów i igliwia otrzymuje się olejek sosnowy (Oleum Pini silvestris), pozyskiwany przez destylację surowca z parą wodną. Z żywicy sosnowej (Balsamum Pini silvestris) destylowanej z parą wodną otrzymuje się terpentynę (Oleum Terebinthinae), można ją także pozyskać z odpadów drewna sosnowego. Pozostałością tego procesu jest kalafonia (Colophonium). Podczas suchej destylacji drewna otrzymuje się dziegieć sosnowy (Pix liquida Pini).
- Skład chemiczny: pędy zawierają: olejek eteryczny ok. 0,4% (m.in. α-pinen, β-pinen, limonen, borneol), substancje żywicowe i goryczowe, garbnik, witaminę C. Olejek sosnowy zawiera m.in. mieszaninę α- i β-pinenu, borneolu i jego estru octowego. Terpentyna zawiera α-, β-pinen, kamfen, karen, cymen. Kalafonia jest mieszaniną tzw. kwasów żywicznych. Dziegieć zawiera m.in. gwajakol, krezol, węglowodory aromatyczne i kwasy żywiczne[potrzebny przypis].
- Działanie: pączki sosny działają przeciwbakteryjnie i wykrztuśnie, w niewielkim stopniu moczopędnie. Stosowane w lekkich nieżytach górnych dróg oddechowych. W połączeniu z innymi ziołami używane przy nieżytach żołądka, jelit i dróg moczowych. Olejek sosnowy działa bakteriobójczo, wykrztuśnie, przeciwskurczowo. Stosowany do inhalacji lub jako aerozol w infekcjach gardła, krtani, oskrzeli. Terpentyna działa zewnętrznie antyseptycznie, podobnie jak dziegieć, stosowany niegdyś przy chorobach skórnych[potrzebny przypis].
- Zbiór i suszenie: pędy zbiera się od kwietnia do maja, kiedy pokryte są jeszcze łuskami i żywicą. Zebrane pędy suszy się w przewiewnym i cienistym pomieszczeniu, rozłożone pojedynczą warstwą[potrzebny przypis].

### Pozostałe sposoby wykorzystania
- W leśnictwie ceniona jest za szybkie odnawianie drzewostanu po pożarach lasu.

## Szkodniki
Wiele gatunków owadów żyje w szczelinach kory sosny zwyczajnej i stanowi istotne źródło pożywienia dla ptaków zamieszkujących lasy sosnowe np. dla sikory czubatki (Parus cristatus).
Niektóre szkodniki:
- barczatka sosnówka (Dendrolimus pini) – gatunek motyla, występuje masowo w borach sosnowych rosnących na ubogich glebach. Jest pierwotnym szkodnikiem sosny. Gąsienice żerują na igłach, mocno objadając pędy.
- borecznik rudy (Neodiprion sertifer) – owad ten zasiedla przeważnie młode drzewka (także sosny czarnej, sosny wejmutki, kosodrzewiny, limby i innych) składając jaja przy brzegach igieł. Larwy wylęgają się na wiosnę i przez maj i czerwiec zjadają stare igły, pozostawiając młode pędy. Wpływa to hamująco na przyrost drzew.
- cetyniec mniejszy (Tomicus minor) – wtórny szkodnik sosny, kornik żerujący pod cienką korą.
- cetyniec większy (Tomicus piniperda) – kornik będący groźnym wtórnym szkodnikiem sosny. Larwy żerują pod grubą korą, uszkadzają ją i kora odpada płatami.
- mszyce – żerują na igłach wysysając sok.
- poproch cetyniak (Bupalus piniaria) – sosna zwyczajna jest podstawową rośliną żywicielską tego motyla. Larwy żerują na igłach od wczesnego lata do wczesnej jesieni.

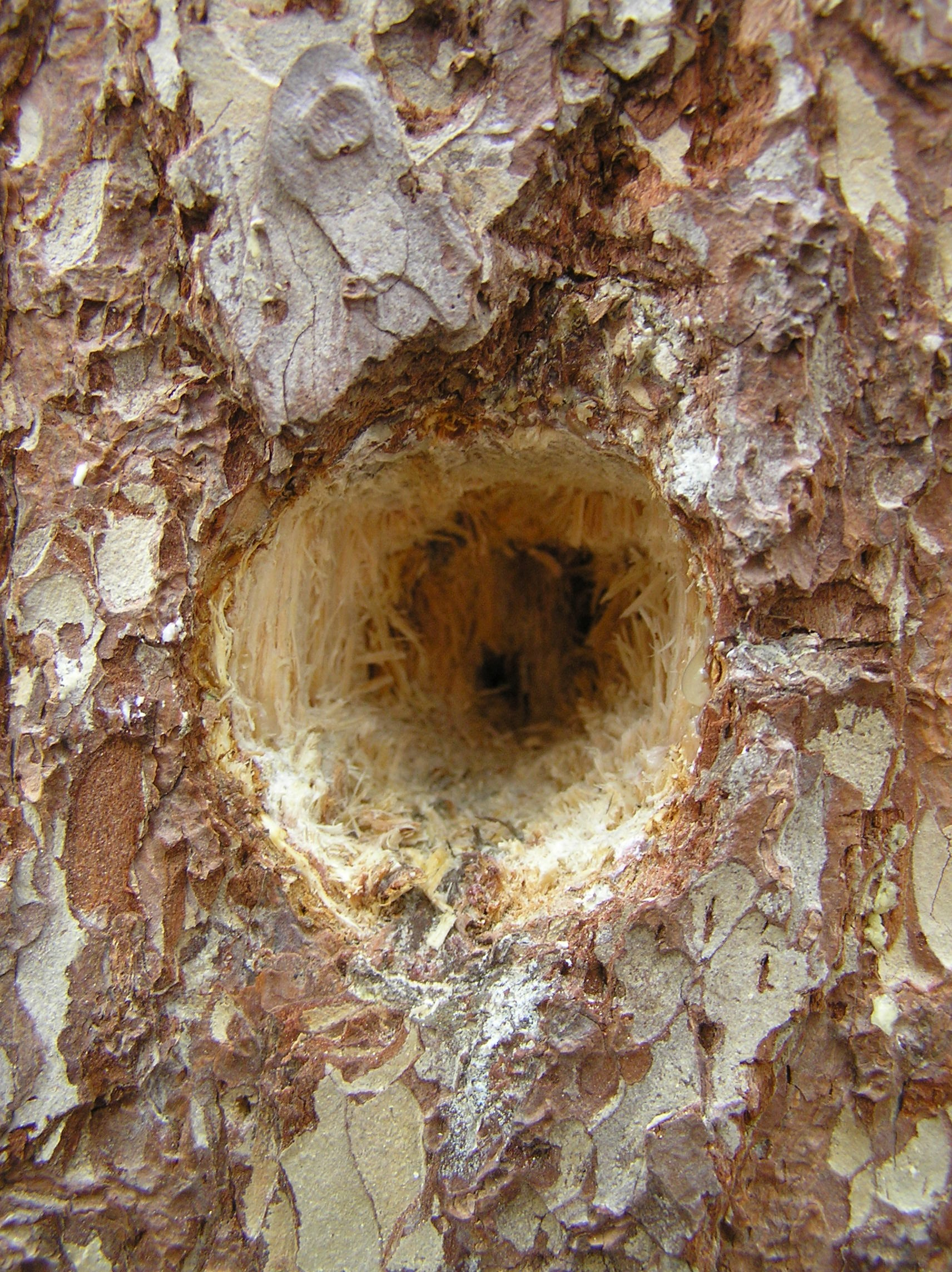
Dziupla po dzięciole w sośnie zwyczajnej

- smolik szyszkowiec (Pissodes validirostris) – samica chrząszcza składa jaja w młodych zielonych szyszkach. Larwy żerują także na młodych pędach. Uszkodzone szyszki są częściowo płonne, zasychają i szybciej opadają.
- szeliniak sosnowy (Hylobius abietis) – larwy tego chrząszcza drążą korytarze w drewnie w części przyziemnej młodych sosen.

Do częściowo szkodliwych ptaków, ze względu na wysoką liczebność, można zaliczyć wróblowate i zięby, które niszczą w szkółkach liścienie kiełkujących nasion oraz zjadają wysiane nasiona. Również szereg gatunków dzięciołów, a także krzyżodziób sosnowy wyjada nasiona, wyłuskując je z szyszek. Często spotykane są setki wyłuszczonych szyszek sosnowych pod drzewami, na których dzięcioły w rozwidleniu gałęzi lub spękaniach kory umocowują zerwane szyszki dla łatwiejszego wydobycia z nich nasion (tzw. kuźnia dzięcioła). Szkody te w plantacjach nasiennych mogą nabrać istotnego znaczenia. Poza tym, z nieznanych dotąd przyczyn, dzięcioły powodują, przez nakłuwanie dziobem kory na zupełnie zdrowych strzałach sosen, powstawanie pierścieniowatych, dobrze widocznych nabrzmień (prawdopodobnie robią to podczas suszy w poszukiwaniu wody). Dzięcioł potrafi także wykuć liczne dziuple w zdrowych drzewach, z których tylko jedna służy do gniazdowania.
Igły i pąki sosen chętnie zjadają głuszce oraz cietrzewie. Powoduje to deformacje drzew, jednak szkody te nie mają znaczenia gospodarczego w Polsce, ze względu na bardzo niską liczebność tych ptaków w naszych lasach.

## Choroby
- Zamieranie pędów sosny – choroba powodująca uszkodzenia pączków, pędów, obumieranie siewek i całych drzew. Wywoływana przez patogeny (grzyby): Gremmeniella abietina (Lagerb.) Morelet, Cenangium ferruginosum Fr., Sphaeropsis sapinea Fr. Zarażone siewki obumierają w ciągu 1 lub 2 lat.

## Obecność w kulturze i symbolice
- Sosna zwyczajna jest drzewem narodowym Szkocji.